# Stéphane Trévisan
Pour les articles homonymes, voir Trevisan.
Stéphane Trevisan, né le 1er mai 1973 à Toulouse, est un footballeur professionnel français qui évolue au poste de gardien de but.

## Biographie
Stéphane commence sa carrière pro à Guingamp, où il est pendant 3 ans la doublure d'Angelo Hugues puis en concurrence avec Ronald Thomas.
Auteur d'une remarquable fin de saison 1999 Rolland Courbis décide de l'engager comme doublure de Stéphane Porato à l'Olympique de Marseille. Un choix à double tranchant qui lui permettra certes de jouer 2 matchs de Ligue des champions contre Chelsea (victoire 1-0 et défaite 1-0). Ses prestations honnêtes en remplacement de Stéphane Porato convainquent ses dirigeants de miser sur lui comme gardien titulaire pour la saison suivante (2000-2001), Porato s'en retournant à Monaco. Mais sa seconde saison marseillaise s'avère plus difficile pour lui et pour le club qui flirte avec la relégation. Très fragilisé psychologiquement à la suite d'une erreur grossière contre Auxerre en février 2001 et à des tensions avec son entraîneur Javier Clemente, il décide lui-même de prendre du recul en se mettant à l'écart du groupe quelques semaines. C'est ainsi que le gardien remplaçant Damien Grégorini dispute les 9 matches restants en championnat, et Cédric Carrasso apparait pour la première fois sur le banc marseillais, Trevisan faisant son retour à la toute fin mais seulement sur le banc. 
Décidé à quitter l'OM et poussé vers la sortie pendant l'été avec l'arrivée de Vedran Runje, il choisit alors de rejoindre la Corse et son ancien entraîneur marseillais Rolland Courbis. Il participe à la montée du club de l'AC Ajaccio en Ligue 1, obtenant même la reconnaissance de ses pairs en remportant l'Oscar du meilleur gardien de Ligue 2, ce qui lui permettra ensuite de faire enfin 2 saisons pleines en L1 avec ce club. Cantonné à un rôle de remplaçant pendant deux saisons à la suite d'une grave blessure au pied (une de fois de plus barré par Stéphane Porato) il souhaite un nouveau challenge pour sa carrière et rejoint le Club Sportif Sedan Ardennes en L1 en tant que doublure de Patrick Regnault. Malgré d'excellentes prestations pendant la blessure de Regnault, il fait face à une concurrence qu'il jugera inégale, Regnault étant une figure emblématique à Sedan.
Après plusieurs années avec un manque de temps de jeu évident, il repart à Guingamp où il est recruté sans statut précis, le poste de titulaire se jouant entre Guillaume Gauclin et lui. Ironie du sort, il est entraîné par Ronald Thomas son ex-coéquipier. Il a en tout cas gagné la confiance de son entraîneur qui a été conquis par ces prestations aux matchs amicaux et l'a donc placé titulaire. Il est à créditer d'un début de saison satisfaisant, avec notamment un match époustouflant contre l'Amiens SC.
À 33 ans, il espère ainsi faire monter le club avec lequel il avait connu de bons moments (finale de Coupe de France contre l'OGC Nice, coupe UEFA contre l'Inter de Milan) mais aussi la descente en D2.
Mais avec l'équipe bretonne, il ne parviendra jamais à l'objectif annoncé : la remontée en Ligue 1, néanmoins le joueur brille par son expérience dans les cages et parvient à décrocher la Coupe de la France en 2009. En 2009/2010, qualifié pour l'Europe, Guingamp affiche une équipe à la hauteur pour jouer la Ligue Europa et la montée en L1. Mais la saison est un désastre : éliminé sans appel au premier tour de la compétition européenne face à Hambourg SV, le club descend en National.
En fin de contrat, Stéphane n'est pas reconduit dans le club et choisit de mettre un terme à sa carrière après quatorze années de football professionnel. Il continuera sa carrière en tant qu'agent de joueurs.

## Palmarès
- Vainqueur de la Coupe de France en 2009 avec Guingamp
- Champion de Ligue 2 en 2002 avec l'AC Ajaccio

## Statistiques
- 2 matchs en Ligue des champions
- 1 match en Ligue Europa
- 129 matchs en Ligue 1
- 105 matchs en Ligue 2